# Bryum challaense
Bryum challaense är en bladmossart som beskrevs av Brotherus in Herzog 1916. Bryum challaense ingår i släktet bryummossor, och familjen Bryaceae. Inga underarter finns listade i Catalogue of Life.